# A ojos cerrados
A ojos cerrados es una película costarricense del género drama de 2010, escrita y dirigida por el cineasta Hernán Jiménez,  siendo el primer largometraje en su carrera.
La película fue seleccionada en el Latin American Works in Progress de la Berlinale del 2009, aún antes de su estreno oficial en Costa Rica en abril de 2010.

## Sinopsis
Gabo (Carlos Luis Zamora) y Maga (Anabelle Ulloa) son una pareja de ancianos que han vivido juntos toda su vida y dependen emocionalmente el uno del otro por completo. 
Delia (Carol Sanabria), su joven nieta, fue criada por ellos dos en ausencia de sus padres biológicos en un ambiente familiar acogedor. A la edad de 27, Delia ya tiene una prometedora carrera profesional en una gran empresa transnacional. 
Todo se vuelve al revés luego de la súbita muerte de Maga. Gabo y Delia se sumen en una soledad absoluta, donde buscarán y reinventarán sus lazos familiares.
Esta situación ocurre  justo en el momento en que a Delia se le asigna una tarea de mucha responsabilidad: la gestión de un proyecto de gran envergadura que puede definir en mucho el futuro de la compañía. 
En el clímax de la historia la familia se entera de que Maga expresó, en su testamento,  el deseo de  que sus cenizas fueran esparcidas en el Mar Caribe. 
Delia se enfrenta entonces a un serio dilema luego de encontrar que en la vida de su abuelo no hay nada más, y ahora se encuentra obligada a realizar la última voluntad de su abuela; la encrucijada final es olvidar su compromiso profesional para realizar un viaje personal al Caribe.

## Reparto
- Carlos Luis Zamora - Gabo
- Carol Sanabria - Delia
- Anabelle Ulloa - Maga
- Carlos Porras - Oficial de tránsito
- Paulo Soto - Gastón

## Producción
El guion original de A ojos cerrados fue escrito por Hernán Jiménez alrededor de un año y medio antes de que iniciara su rodaje. En diciembre del 2007, y con el apoyo de Fundacine, Jiménez fue invitado a participar en el taller "Cómo se cuenta un cuento", impartido por el escritor colombiano Gabriel García Márquez y el cineasta español David Trueba, en la Escuela de Cine de San Antonio de los Baños, Cuba. A partir de su regreso a Costa Rica inició el largo proceso de casting, con el apoyo del Centro de Cine, en el cual se consideraron más de 650 personas para diversos papeles. 
Finalmente, fue filmada entre julio y agosto de 2008 en locaciones naturales de San José, una casa vieja de la ciudad y las playas de Manzanillo y Puerto Viejo de Limón.  
Para su realiación se utilizaron actores costarricenses en su totalidad. Uno de los protagonistas del filme, Carlos Luis Zamora (de 78 años), no tenía experiencia previa en actuación. En agosto de 2010, recibió un homenaje de parte de la Asociación Cívia de la Municipalidad de Goicoechea, como residente de ese cantón josefino.
El financiamiento para el rodaje provino especialmente de tres fuentes: dinero que el director recolectó de sus trabajos en teatro, apoyo de la organización TEOR / éTica y del Centro Cultural de España. Se filmó en alta definición y se posteriormente se transfirió a un formato de 35 mm.
Contó con un presupuesto sumamente limitado, estimado en $20 mil dólares.